# Nathan Netter
Nathan Netter (1866-1959) est grand-rabbin de Metz de 1900 à 1954.

## Biographie
Nathan Netter est né à Niedernai dans le Bas-Rhin le 5 janvier 1866. Il est le fils d’Ephraïm Netter et de son épouse Françoise Weill.
Il fait parallèlement des études rabbiniques et universitaires et soutient sa thèse de doctorat sur une étude critique du Midrash Rabba (Die Geschichte Noahs und der Sündflut, eine Uebersetzung und kritische Behandlung des Midrasch Rabbah).
Il se marie avec France Weill (1872-1935) originaire de Saint-Imier en Suisse. Ils ont un fils, pharmacien à Paris, administrateur de la synagogue orthodoxe Ohel-Abraham de la rue de Montevideo.
À partir de 1891, il est nommé au poste de rabbin successivement à Bouxwiller, Saverne et Sarreguemines. En 1900, il est nommé grand-rabbin de Metz.
Il prend sa retraite en 1954 à l’âge de 88 ans, après 54 années au service de la communauté israélite de Metz. Il décède à Metz, le 15 décembre 1959 et est inhumé, au côté de son épouse, au cimetière juif de Metz-Chambière.

## Honneurs et distinctions
Le grand-rabbin Nathan Netter est fait officier d’Académie le 14 juillet 1919. Il reçoit la médaille d’or du Souvenir français en 1922.
Il est décoré de la médaille de bronze de l’Assistance publique en 1928, de la médaille d'honneur de l'administration pénitentiaire en 1932 et de la médaille d’argent de la Prévoyance sociale.
Il est nommé chevalier de la Légion d’honneur en 1931 et promu officier en 1946 à titre militaire.
Il reçoit la croix de guerre 1939-1945 avec palmes le 11 novembre 1946.
Il reçoit le prix Montyon de l’Académie française en 1947 pour son ouvrage La patrie égarée, la patrie retrouvée.